# Унчук
Унчук (рум. Unciuc) — село у повіті Хунедоара в Румунії. Входить до складу комуни Риу-де-Морі.
Село розташоване на відстані 281 км на північний захід від Бухареста, 37 км на південь від Деви, 147 км на південь від Клуж-Напоки, 130 км на схід від Тімішоари.

## Населення
За даними перепису населення 2002 року у селі проживали 218 осіб, з них 214 осіб (98,2%) румунів. Усі жителі села рідною мовою назвали румунську.